# Česnek hadí
Česnek hadí (Allium victorialis) je druh jednoděložné rostliny z čeledi amarylkovité.

## Popis

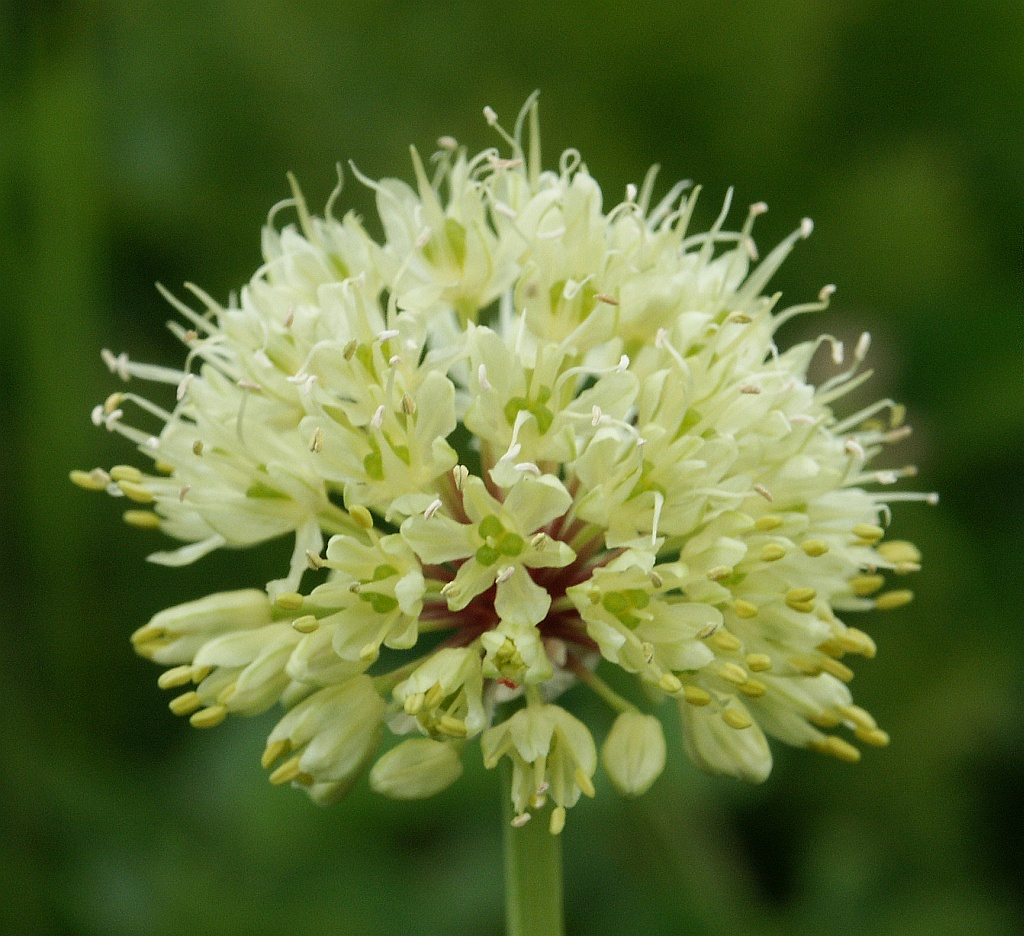
Detail květenství česneku hadího

Jedná se o vytrvalou cca 30–80 cm vysokou rostlinu s podzemní cibulí, cibule je vejčitě válcovitá, obalné šupiny se síťnatě rozpadají,. Lodyha je v dolní části zahalena pochvami listů. Listy jsou řapíkaté, čepele jsou úzce kopinaté až široce eliptické, na rubu vynikle žilnaté, cca 10–20 cm dlouhé, 1,5–9 cm široké. Květy jsou uspořádány do květenství, jedná se o lichookolík (stažený šroubel), který je kulovitý a má asi 4 cm v průměru. Květenství je podepřeno toulcem, který je kratší než stopky květů. Okvětní lístky jsou cca 4–5 mm dlouhé a 2–2,5 mm široké, nažloutlé. Prašníky jsou žluté, nitky delší než okvětí. Plodem je tobolka.,

## Rozšíření ve světě
Areál druhu je rozsáhlý ale značně ostrůvkovitý. Jeho domovem jsou hlavně horské oblasti od jihozápadní Evropy, přes Alpy, Karpaty po hory Balkánu, v Polsku jsou lokality i v nížině. Dále roste v Asii, např. na Kavkaze, na Uralu, v Himálajích, dále až po dálný východ a Japonsko, do Severní Ameriky přesahuje jen na Aljašku.

## Rozšíření v Česku

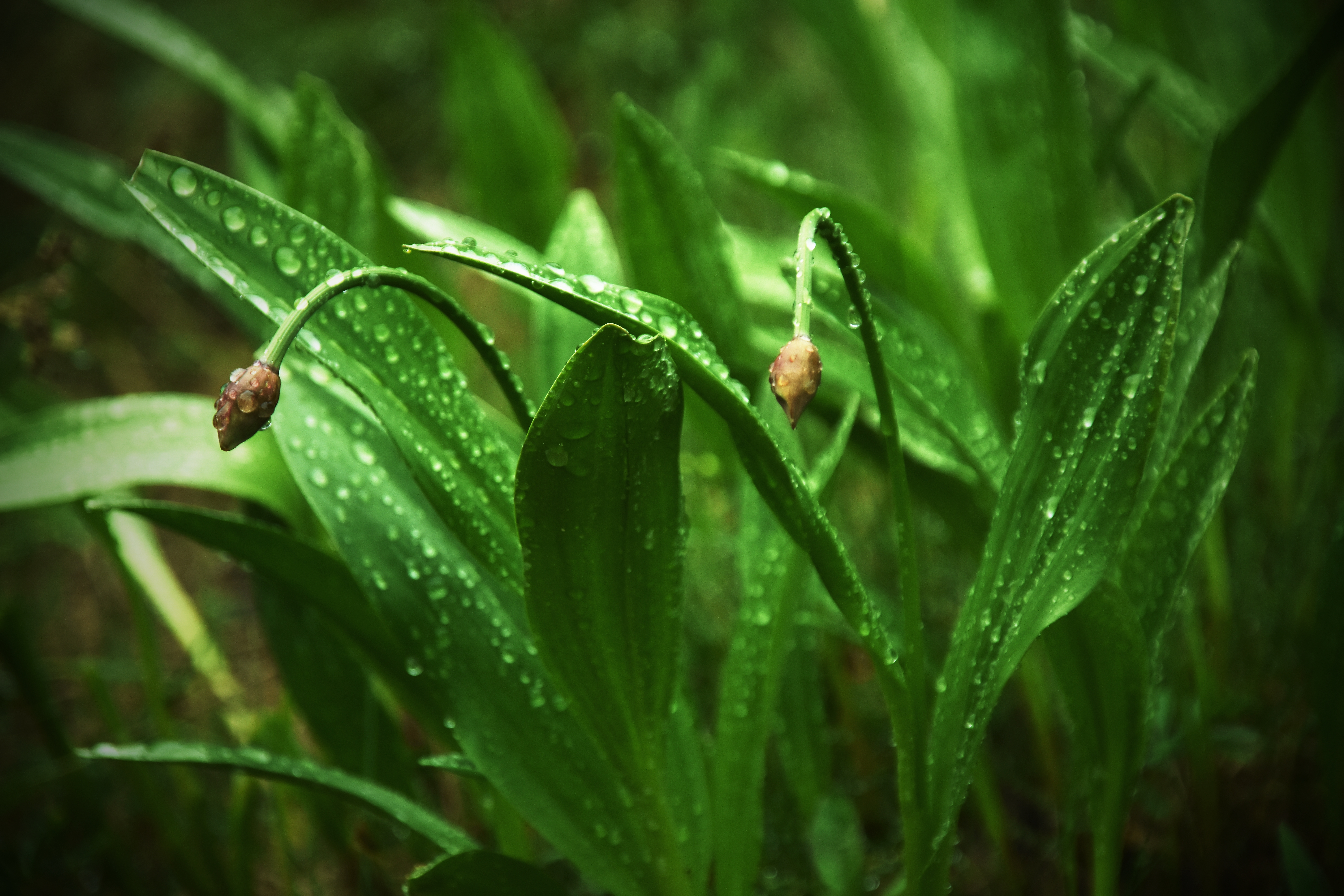
Ve východních Krkonoších je lokalita vzácného česneku hadího (Allium victorialis)

V ČR to je vzácný a silně ohrožený druh, kategorie C2. Roste jen v subalpínských polohách Krkonoš a Hrubého Jeseníku, další ojedinělé lokality jsou ve Slezsku v Beskydech a v Bílých Karpatech a pak u Havířova i v nížině.